# Deportivo Saprissa
A Deportivo Saprissa egy Costa Rica-i sport- és labdarúgóklub, melynek székhelye San Joséban található. A klubot 1935-ben alapították, első osztályban szerepel.
A Costa Rica-i bajnokságot 36 alkalommal nyerte meg, ezáltal a legeredményesebb klub az országban. Háromszoros CONCACAF-bajnokok kupája győztes.
Hazai mérkőzéseit az Ricardo Saprissa Aymá stadionban játssza. A stadion 23 112 fő befogadására alkalmas. Nevét az egyik alapítójáról Ricardo Saprissaról kapta. A klub hivatalos színei: a bordó–fehér.

## Jelenlegi keret
2021. május 29-ei állapot.
| #  |     | Poszt | Név                |
| -- | --- | ----- | ------------------ |
| 2  | CRC | KP    | Christian Bolaños  |
| 4  | CRC | V     | Kendall Waston     |
| 5  | ARG | V     | Esteban Espíndola  |
| 8  | CRC | CS    | David Guzmán       |
| 10 | CRC | KP    | Marvin Angulo      |
| 11 | CRC | KP    | Michael Barrantes  |
| 12 | CRC | V     | Ricardo Blanco     |
| 13 | CRC | K     | Aarón Cruz         |
| 14 | CRC | CS    | Ariel Rodríguez    |
| 15 | CRC | KP    | Jonathan Martínez  |
| 18 | CRC | CS    | Luis Stewart Pérez |
| 20 | ARG | KP    | Mariano Torres     |

| #  |     | Poszt | Név                 |
| -- | --- | ----- | ------------------- |
| 21 | CRC | KP    | Esteban Rodríguez   |
| 22 | CRC | K     | Alejandro Gómez     |
| 24 | CRC | CS    | Orlando Sinclair    |
| 26 | CRC | CS    | Daniel Colindres    |
| 29 | CRC | V     | Luis José Hernández |
| 32 | CRC | V     | Alexánder Robinson  |
| 33 | CRC | KP    | Jaylon Hadden       |
| 34 | CRC | V     | Walter Cortés       |
| 36 | CRC | KP    | Jostin Tellería     |
| 39 | CRC | CS    | Jordy Evans         |
| 41 | CRC | CS    | Warren Madrigal     |
| 52 | TRI | V     | Aubrey David        |
| 80 | CRC | KP    | Jimmy Marín         |

## Sikerlista
- Costa Rica-i bajnok (36): 1952-53, 1953–54, 1957–58, 1962–63, 1964–65, 1965–66, 1967–68, 1968–69, 1969–70, 1972–73, 1973–74, 1974–75, 1975–76, 1976–77, 1977–78, 1982–83, 1988–89, 1989–90, 1993–94, 1994–95, 1997–98, 1998–99, 2003–04, 2005–06, 2006–07, 2007 Invierno, 2008 Verano, 2008 Invierno, 2010 Verano, 2014 Verano, 2014 Invierno, 2015 Invierno, 2016 Invierno, 2018 Clausura, 2020 Clausura, 2021 Clausura
- CONCACAF-bajnokok ligája győztes (3): 1993, 1995, 2005
- UNCAF-klubcsapatok kupája győztes (5): 1972, 1973, 1978, 1998, 2003
- Copa Interamericana ezüstérmes (2): 1993, 1995
- FIFA-klubvilágbajnokság harmadik helyezett (1): 2005